# Théorème de Bruck-Ryser-Chowla
Le théorème de Bruck-Ryser-Chowla est un énoncé combinatoire concernant certains plans en blocs qui formule des conditions nécessaires pour leur existence.
Le théorème a été démontré en 1949 dans le cas particulier des plans projectifs par Richard H. Bruck et Herbert John Ryser et généralisé en 1950 aux plans en blocs par Ryser et Sarvadaman Chowla.

## Énoncé
Théorème de Bruck-Ryser-Chowla — S'il existe un plan en blocs symétrique de paramètres {\displaystyle (v,k,\lambda )}, alors
- si  {\displaystyle v} est pair, le nombre {\displaystyle k-\lambda } est un carré parfait ;
- si  {\displaystyle v} est impair, l'équation diophantienne {\displaystyle x^{2}=(k-\lambda )y^{2}+(-1)^{(v-1)/2}\lambda z^{2}} possède une solution non nulle  {\displaystyle (x,y,z)\in \mathbb {Z} ^{3}} .

## Version faible: théorème de Bruck-Ryser
Dans le cas des plans projectifs finis, on a {\displaystyle v=q^{2}+q+1,k=q+1,\lambda =1}, et le théorème se formule comme suit :
Théorème de Bruck-Ryser — S'il existe un plan projectif d'ordre {\displaystyle q} pour {\displaystyle q\equiv 1{\bmod {4}}} ou {\displaystyle q\equiv 2{\bmod {4}}}, alors {\displaystyle q} est la somme de deux carrés (éventuellement nuls).
Un plan projectif fini d'ordre {\displaystyle q} est le cas particulier d'un plan en blocs symétrique avec les paramètres
{\displaystyle v=q^{2}+q+1,k=q+1,\lambda =1}.

## Conséquences et exemples
- La condition arithmétique du théorème de Bruck-Ryser implique qu'il n'existe pas de plan d'ordre 6 ou 14, mais il n'exclut pas l'existence de plans d'ordre {\displaystyle 10=2^{4}+2=3^{2}+1^{2}} ni d'ordre {\displaystyle 12\equiv 0{\bmod {4}}}. On a démontré par des calculs numériques intensifs qu'il n'existe pas de plan projectif d'ordre 10[3],[4] ; ceci illustre le fait que les conditions du théorème ne sont pas suffisantes pour assurer l'existence de plans en blocs.
- Les ordres {\displaystyle q=5=4+1,9=9+0,13=9+4} satisfont les conditions pour l'existence de plans projectifs. Un autre argument qui assure leur existence est que ce sont des puissances de nombres premiers.
- Pour {\displaystyle q=27\equiv 3{\bmod {4}}}, le théorème ne dit rien. Comme 27 est une puissance d'un nombre premier, il existe un plan projectif de cet ordre.

## Ordres exclus
Les nombres qui, par le théorème de Bruck et Ryser ne peuvent pas être les ordres d'un plan projectif, sont les entiers {\displaystyle n\in \mathbb {N} } avec {\displaystyle n\equiv 1,2{\bmod {4}}} qui ne sont pas somme de deux carrés. ils forment la suite A046712 de l'OEIS : 6, 14, 21, 22, 30, 33, 38, 42, 46, 54, 57, 62, 66, 69, 70, 77, 78, 86, 93, 94, 102, ...

## Articles liés
- Plan en blocs
- Design combinatoire